# 밀 키트

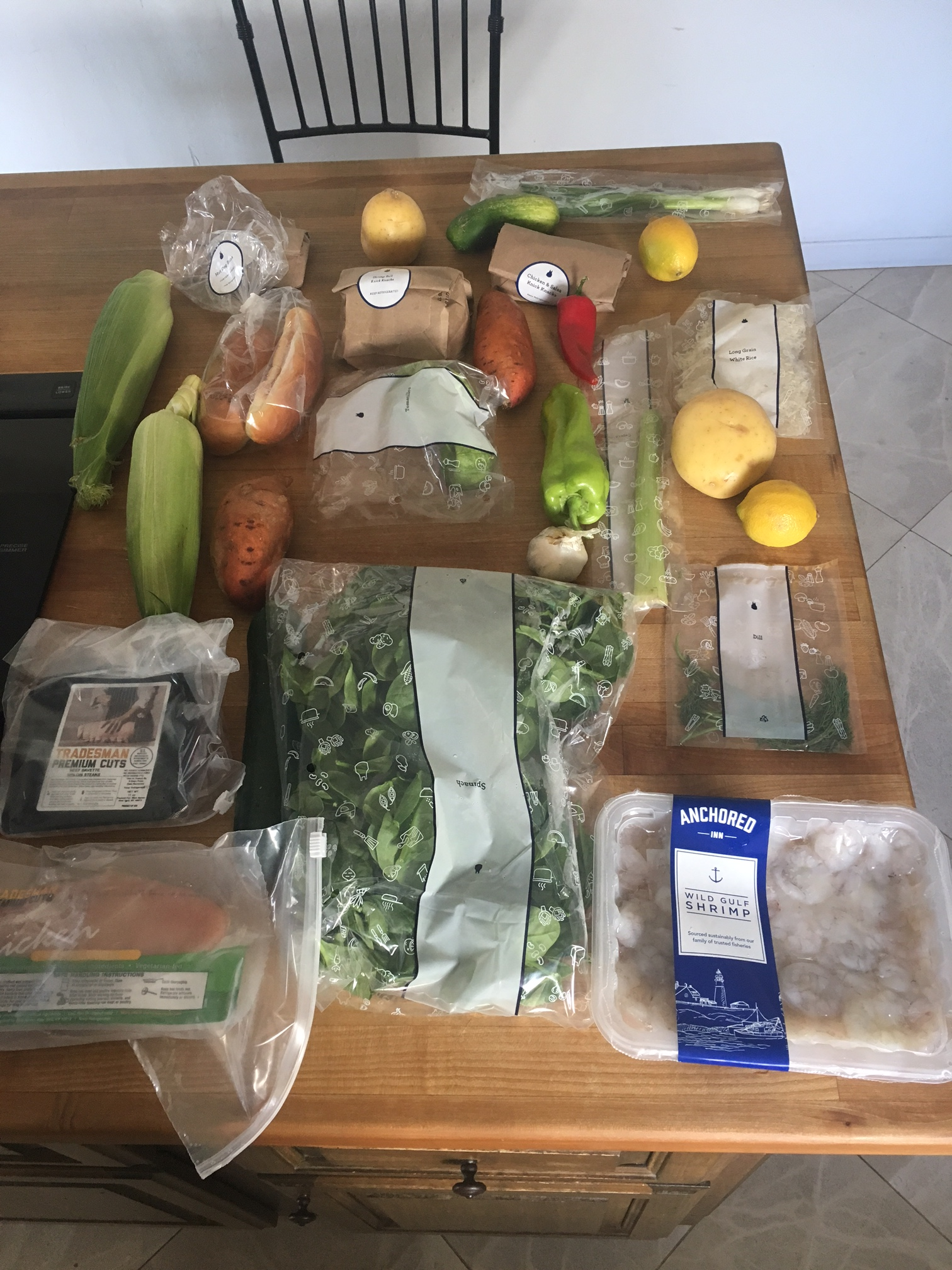
밀 키트의 내용물

밀 키트(meal kit)는 조리 직전 단계의 식재료와 양념 등을 포장해서 판매하는 서비스이다. 무인점포를 통해서도 판매되며, 미리 조리된 식사를 보내는 서비스는 식사 배달 서비스라고 한다. 이 구독 모델은 식음료 산업의 개인화 사례로 꼽혀왔다.
밀 키트(meal kit)는 일반적으로 냉장 용기에 담겨 배송되기 전에 주방 시설에서 조리 및 "준비"되는 간편식과 혼동되지 않도록 한다.
이 기사는 밀 키트에 관한 역사, 비즈니스 영향, 밀 키트 서비스 비용, 환경 영향 우려, 영양 연구 및 전반적인 사용자 경험에 대해 논의할 것이다.

## 역사
이 사업 모델은 스웨덴에서 시작되었으며, 상충되는 소식통에서는 2007년 킥 더앤더(Kicki Theander)가 미다그스프리드(Middagsfrid, ← "저녁 식사"를 의미)를 출시했거나 니클라스 아론손(Niklas Aronsson) 및 리나 게베크(Lina Gebäck) 형제가 2008년에 출시한 리나스 마트카세(Linas Matkasse)를 꼽았다. 미다그스프리드는 다른 여러 북유럽 국가로 빠르게 확산되어 다양한 경쟁업체에 영감을 주었다. 2012년에는 블루 아프론(Blue Apron), 헬로프레시(HelloFresh, 이미 유럽에서 운영 중), 플레이티드(Plated) 등 3개의 밀키트 회사가 거의 동시에 미국 시장에 진출했다.

## 사업
잉크 매거진(Inc Magazine)에 따르면 2017년 3월 현재 미국에는 150개 이상의 밀키트 회사가 있다. 타임 매거진에 따르면 2017년 7월 현재 밀키트 사업은 전 세계적으로 22억 달러로 추산되며 이는 약 1조 3천억 달러 규모의 식품 시장의 1% 미만에 해당한다. 슈퍼마켓은 자체 키트를 만들어 밀키트의 인기에 맞서려고 노력해 왔다. 매장 위치에서 판매된다. 2017년 모닝 컨설트(Morning Consult)가 조사한 고객이 가장 많이 사용한 서비스는 블루 아프론이었고, 헬로프레시와 플레이티드가 그 뒤를 이었다. 기업과 해당 카테고리가 급속도로 성장했지만 가입자를 유지하는 데는 상당한 어려움에 직면해 있다. 많은 고객이 무료 식사 제공에 이끌려 서비스를 한 번만 사용하고 5~8주를 넘기는 사람은 거의 없다. 단지 6%에 불과하다. 모닝 컨설트가 조사한 고객은 3개월 후에도 여전히 대부분의 밀키트 서비스에 가입했다(블루 아프론은 3개월 유지율 12%로 평균보다 훨씬 뛰어났지만 말이다).
온라인 식사 키트 배달 서비스(OMDS) 사업은 소비자 참여를 높여 재료를 배달하고 식사를 준비함으로써 소비자에게 제품과 서비스를 모두 제공한다. 코로나19 팬데믹으로 인한 봉쇄 조치 이후 밀키트 산업은 빠르게 발전했으며, 2020년까지 헬로프레시는 2분기에 전년 대비 122.6%의 매출 성장을 기록했다. 2021년 채식주의 부문은 63.7%의 가장 큰 매출 점유율을 차지하며 계속해서 단백질 소비자의 지배적인 성장을 이어가고 있다. 그러나 전 세계적으로 식물성 및 무자비한 식단이 증가함에 따라 채식 식사 키트의 복합 연간 성장률은 2022년부터 2030년까지 17.6%로 예상된다. 밀키트 산업 규모는 2022년 기준 50억 달러 규모이며, 2023년에는 116억 달러로 성장할 것으로 예상된다.

## 비용
비용은 식사 키트 서비스 이용에 있어 장벽 중 하나이다. 2023년 초 기준 에브리플레이트(Everyplate)는 1인분당 약 6달러부터 시작하는 가장 저렴한 식사 키트 서비스 중 하나이다. 중간 식사 키트의 가격은 1인분에 9달러에서 10달러 사이이며 헬로프레시, 블루 아프론 및 홈 셰프(Home Chef)와 같은 회사가 포함된다. 더 비싼 식사 키트 서비스 중 일부는 선배스킷(Sunbasket) 및 그린 셰프(Green Chef)와 같은 서비스에서 1인분에 10달러에서 13달러에 이른다.